# Milles de la Polvorosa
Milles de la Polvorosa – gmina w Hiszpanii, w prowincji Zamora, w Kastylii i León, o powierzchni 18,12 km². W 2011 roku gmina liczyła 239 mieszkańców.